# بات كالهون
بات كالهون (بالإنجليزية: Pat Calhoun)‏ (مواليد 16 يونيو 1981) هو سبّاح من الولايات المتحدة، مثّل بلاده في الألعاب الأولمبية الصيفية 2000.

## روابط خارجية
بات كالهون على موقع الاتحاد الدولي للسباحة (الإنجليزية)
- بات كالهون على موقع أوليمبيديا (الإنجليزية)